# فونغ بو بو
فونغ بو بو هي ممثلة ماليزية، ولدت في 30 أكتوبر 1954 في سانداكان في ماليزيا.

## وصلات خارجية
- فونغ بو بو على موقع IMDb (الإنجليزية)
- فونغ بو بو على موقع ميوزك برينز (الإنجليزية)
- فونغ بو بو على موقع أول موفي (الإنجليزية)